# 덱탸료프 휴대기관총
덱탸료프 휴대기관총(러시아어: Ручной Пулемет Дегтярева; РПД 루츠노이 풀레묘트 덱탸료바[*], RPD)은 소련과 중화인민공화국에서 생산되었던 탄띠 급탄식 경기관총이다. AK-47과 같은 SKS 카빈용 7.62 × 39 mm 탄을 사용하는 분대지원화기이다. DP28 경기관총을 만든 바실리 덱탸료프가 1944년에 설계한 경기관총이다.

## 개요
RPD 기관총은 이전 모델인 DP28 경기관총을 개발했던 소련의 총기설계자인 바실리 덱탸료프가 1944년에 개발한 분대지원용 경기관총으로, 제2차 세계대전 말기에 등장하였다. RPD 경기관총이 정식 채용된 것은 1950년대로 1960년대 초기까지 소련군의 제식 경기관총으로 애용되었다.
RPD 기관총은 엎드려 사격을 가능케 한 양각대를 표준장비로 부착한 것 이외에 허리에 걸친 채로 사격할 수 있도록 멜빵을 부착하기도 했는데 탄환으로는 SKS 카빈용인 7.62 × 39 mm 탄을 사용했다. RPD 경기관총은 탄약을 비분리식의 금속 링에 장착시켜 이를 전용 드럼 탄창에 수납해 사용했다.
하지만 이런 급탄방식은 전선에서 병사들이 소유한 AK-47의 탄약을 즉석에서 사용할 수 없었기 때문에 1960년대에 개발된 RPK 경기관총에게 자리를 내주고 퇴역했다.

## 변형

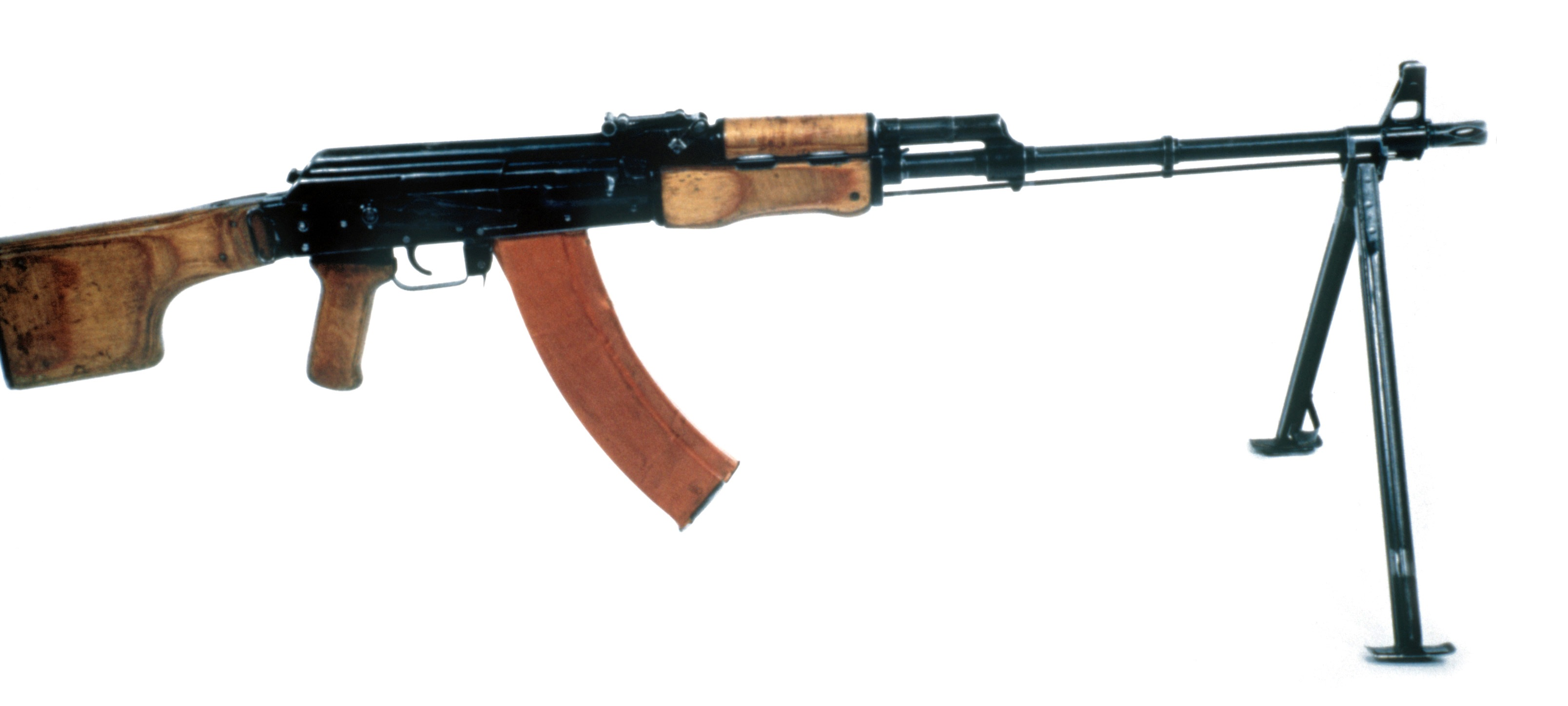
45연발탄창을 장착한 RPK-74

### RPK
사용 탄창은 AKM의 30연발 바나나형 탄창, 40연발 바나나형 탄창, 75연발 드럼탄창 등이며, AKM 및 부품 교체를 달성하고 AK 소총의 탄창을 사용할 수 없었던 문제를 해결하고, 다른 사용법도 통일되었기 때문에, 훈련에 필요한 시간도 크게 감소했다. 이후 소련군 뿐만 아니라 많은 동구권에 수출되었고, 제3세계에 확산되는 등 전 세계적으로 사용되었다.

### RPK-74
1970년대 소구경 5.45 x 39mm 탄을 사용하는 AK-74가 제식 채용되면 AK-74와 동일한 탄환을 사용하는 RPK-74가 새롭게 등장했다. RPK와 RPK-74의 차이는 기본적으로 사용하는 탄약의 차이뿐이지만, 탄창은 AK-74의 30연발 바나나 형 탄창 또는 연장형 45연발 바나나형 탄창이 있으며, 드럼형 탄창은 존재하지 않는다. 이외에도 탄창 내부에서 더블 컬럼을 나란하게 해서 그 정점에서 두 개의 매거진 팔로워 조치가 합류하는 매우 특이한 구조를 가진 60연발 탄창도 존재한다.
서방 언론에 소구경 AK의 실물이 처음 확인된 것은 당시 《컴벳 매거진》 잡지의 편집자였던 작가가 아프가니스탄에 취재를 갔다가 무자헤딘에 의해 포획된 분대지원화기 유형의 RPK-74를 취재한 1982년의 일이었다.

## 운용국
RPD 경기관총은 동구권의 공산국가 및 중화인민공화국, 조선민주주의인민공화국에 수출되었는데 중화인민공화국에서는 <56식 경기관총>, 조선민주주의인민공화국에서는 <62식 경기관총>이라는 이름으로 자체생산했다. 중국제 56식 경기관총은 베트남 전쟁 당시 북베트남 인민군 및 남베트남 해방민족전선에 대량으로 사용되었다. 지금도 중화인민공화국과 조선민주주의인민공화국, 베트남 등 일부 국가에선 예비병기로 본 경기관총을 보관하고 있으며 지역 분쟁에서도 사용되고 있는데 페루 경찰에서도 일부를 현역으로 사용 중이다.
- 조선민주주의인민공화국[1] (62식 경기관총)
- 아프가니스탄[1]
- 알바니아[1]
- 알제리[1]
- 앙골라[1]
- 아제르바이잔[1]
- 방글라데시[1]
- 베냉[1]
- 캄보디아[1]
- 카보베르데[1]
- 중앙아프리카공화국[1]
- 차드[1]

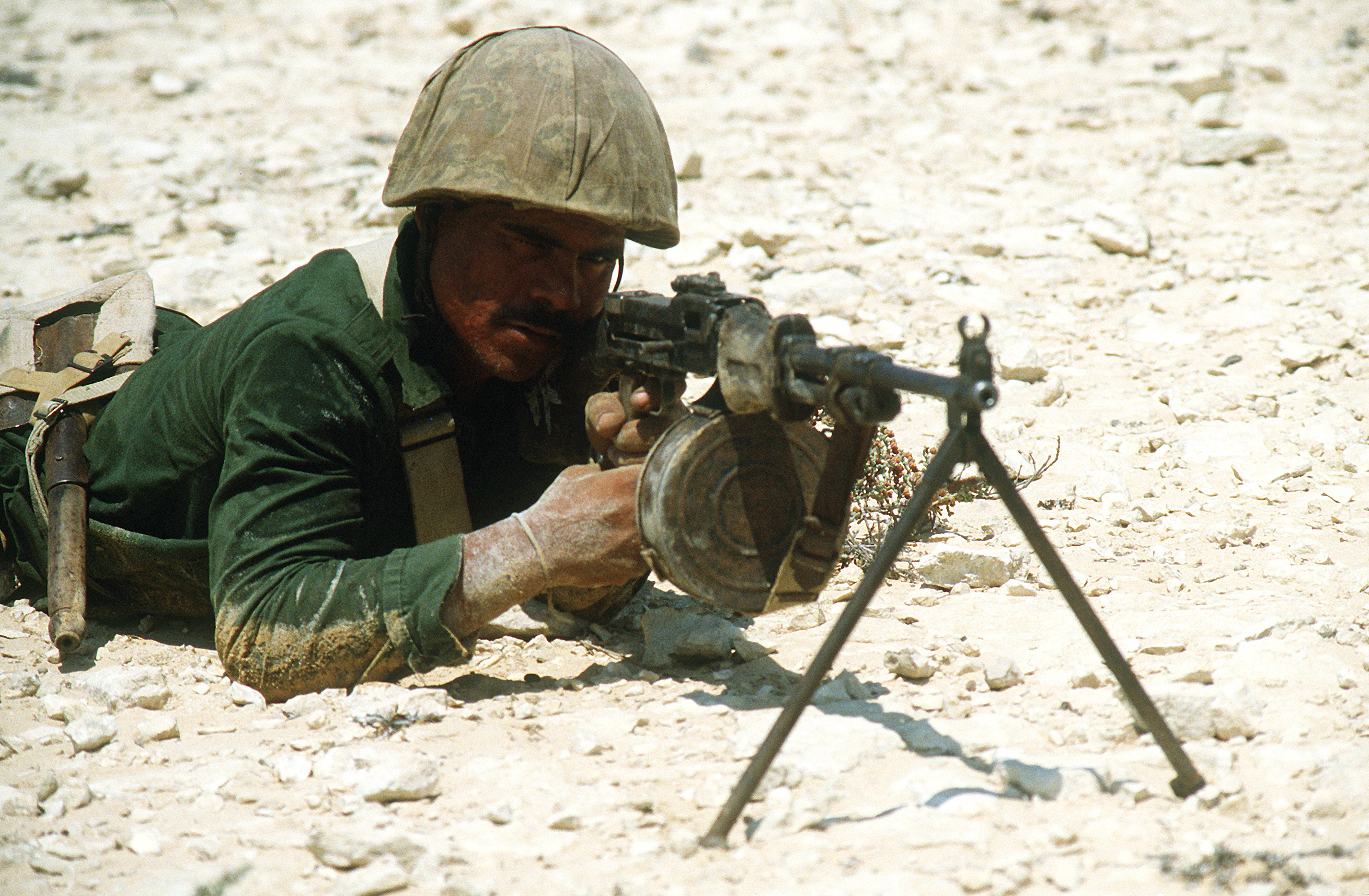
RPD를 겨냥하는 이집트 해병

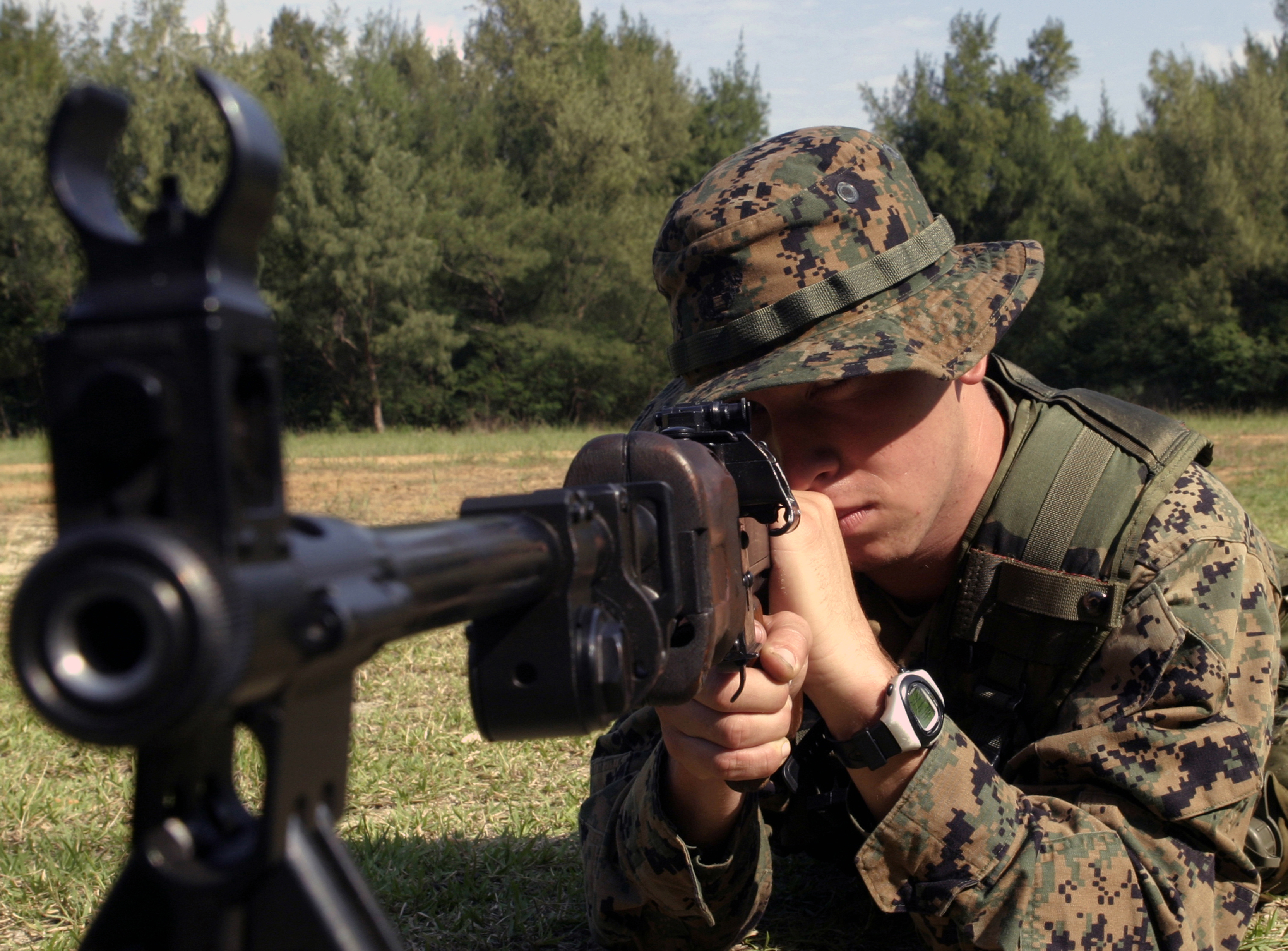
RPD를 겨냥하는 미해병대

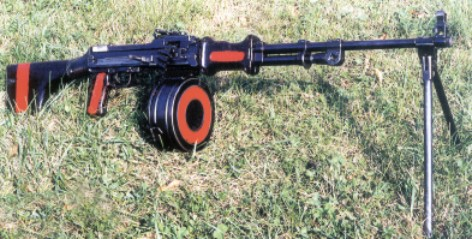
폴란드군 RPD

- 중화인민공화국: 56식과 56-1식.[2] 노린코가 생산.
- 코모로[1]
- 콩고 공화국[1]
- 지부티[1]
- 이집트[1]
- 적도 기니[1]
- 에리트레아[1]
- 에티오피아[1]
- 핀란드[1] (더 이상 운용되지 않음)
- 헝가리[3]
- 이라크[1]
- 몽골[4]
- 라오스[1]
- 리비아[1]
- 말레이시아
- 몰타[1]
- 모로코[1]
- 니카라과[1]
- 나이지리아[1]
- 파키스탄: 파키스탄 군에 의해 사용.[1][5]
- 루마니아[1]
- 세이셸[1]
- 시에라리온[1]
- 소말리아[1]
- 수단[1]
- 시리아[1]
- 탄자니아[1]
- 태국
- 토고[1]
- 우간다[1]
- 베트남[1]
- 예멘[1]
- 짐바브웨[1]

## 이미지

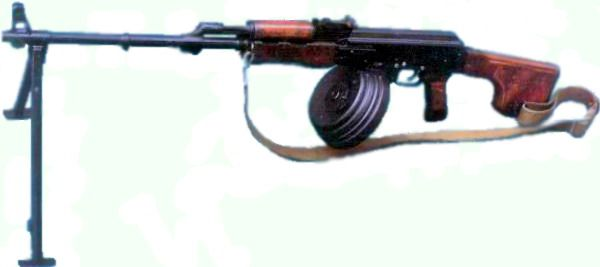
75 연장 드럼탄창을 장착한 RPK 경기관총
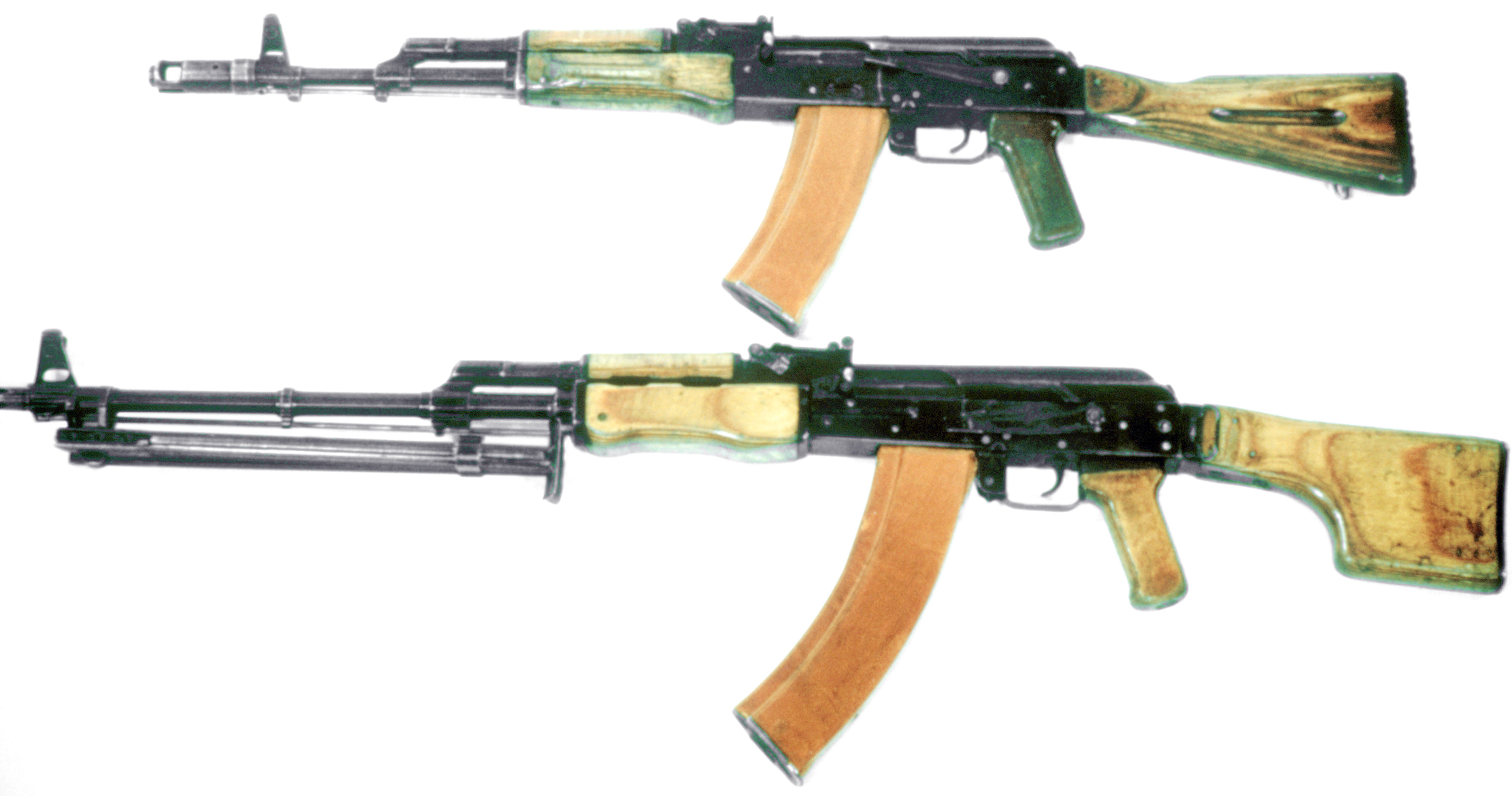
일반적인 AK-74 (위)와 RPK-74 (아래)
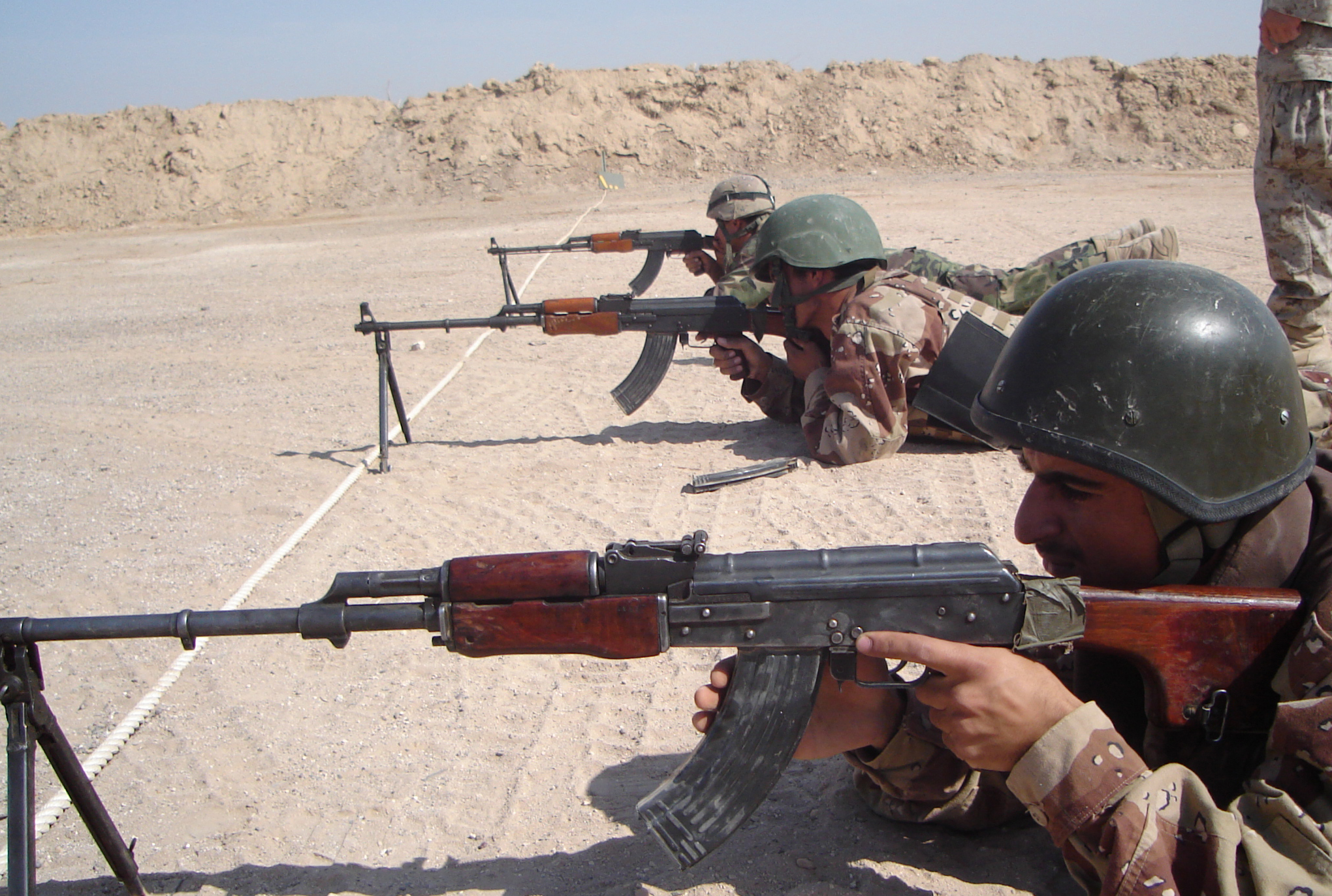
사격훈련 중인 이라크군 병사
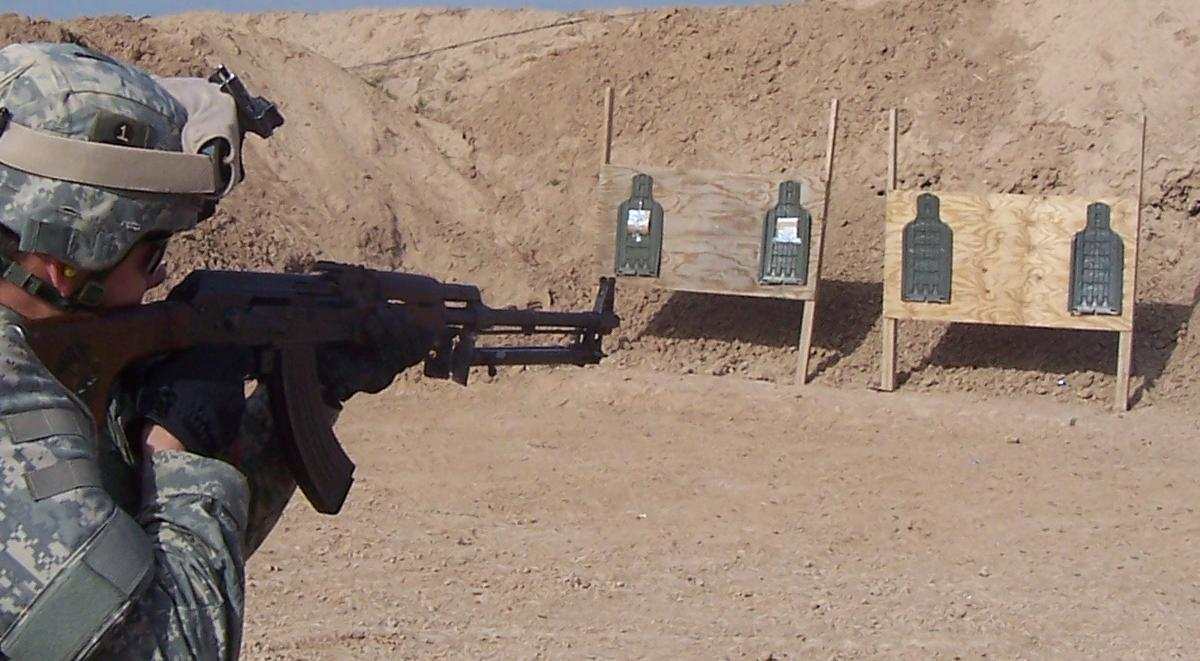
RPK를 시험하는 미군 병사

## 같이 보기
- RPK

## 대중문화
- 로블록스 라자로 프로젝트에서 100발짜리 휴대 기관총으로 나온다